# Cissy Houston
Cissy Houston, född Emily Drinkard den 30 september 1933 i Newark, New Jersey, död 7 oktober 2024 i Newark, New Jersey, var en amerikansk gospel- och soulsångare. Hon var mor till Whitney Houston.

## Biografi
Houston var en av USA:s mest meriterade och kvalitativa bakgrundssångerskor. Bland hennes arbete tillhör den höga sopranon i Aretha Franklins klassiker "Ain't No Way". Hennes stämma återfinns även bakom dotterns, Whitney Houston i danslåten "I Wanna Dance with Somebody (Who Loves Me)" från 1987.
Tillsammans med den egenbildade gruppen "Sweet Inspirations" körade hon bakom Elvis Presley under ett flertal av hans konserter. Hon spelade även in världshiten "Midnight Train to Georgia" innan den blev känd med Gladys Knight & the Pips.
Cissy Houstons röst har många gånger omnämnts bland musikereliten i USA, speciellt inom klassisk R'n'b och soul, som en av de största och bästa rösterna. Hon har vunnit en Grammy för sitt Gospelalbum Amazing Grace – How Sweet That Sound och är sedan decennier tillbaka verksam som körledare vid New Hope Babtist Church i New Jersey. Alltså samma kyrka som Whitney Houston gjorde sitt första framträdande i. 
Cissy Houston och Sweet Inspirations var även bakgrundskören i Jimi Hendrix låt "Burning of the Midnight Lamp". Hon sjunger i bakgrundskören på Paul Simons låt "Mother and Child Reunion". Tillsammans med dottern har hon gjort en tolkning av "I Know Him So Well" ur Benny Anderssons och Björn Ulvaeus musikal Chess.

## Privatliv
Cissy hade en problematisk uppväxt och förlorade sina föräldrar tidigt. 1941 avled den då åttaårige Cissys mamma Delia i sviterna efter en stroke tre år tidigare. Tio år senare avled även hennes pappa. Hon säger sig ha funnit drivkraften att sjunga om kärleken till Gud. 
Hon var moster till världsstjärnan Dionne Warwick och tillsammans med henne, Whitney Houston och ett flertal övriga släktingar spelade hon in låten "Family First" som släpptes på soundtracket Daddys Little Girls nyligen.
Familjen är onekligen något Cissy Houston prioriterat. Hon lade sin egen lovande karriär på is för att ta hand om sina tre barn som samtliga valt att gå i hennes fotspår med varierat lyckat resultat. Hennes son Gary Houston har körat bakom sin syster Whitney ett flertal gånger och även varit verksam på Broadway.